# Donges
Donges is een gemeente in het Franse departement Loire-Atlantique (regio Pays de la Loire). De plaats maakt deel uit van het arrondissement Saint-Nazaire. In de gemeente ligt spoorwegstation Donges. Donges telde op 1 januari 2022 8.117 inwoners.

## Geografie
De oppervlakte van Donges bedroeg op 1 januari 2022 48,5 vierkante kilometer; de bevolkingsdichtheid was toen 167,4 inwoners per km².

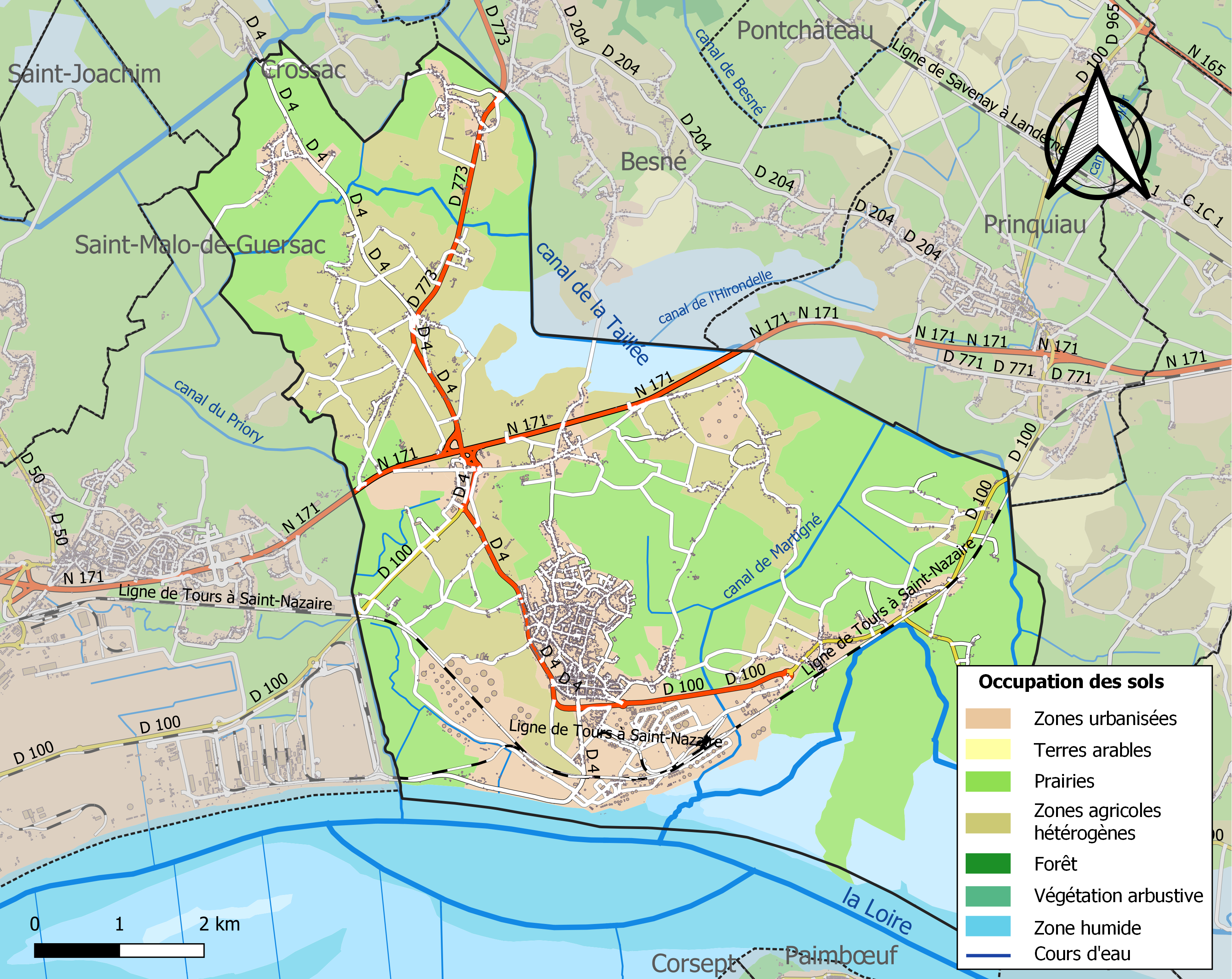
Kaart van de gemeente met de belangrijkste infrastructuur, bodemgebruik en omliggende gemeenten

## Demografie
Onderstaande figuur toont het verloop van het inwonertal (bron: INSEE-tellingen).

## Geboren in Donges
- Emmanuel Halgan (1771-1852): vocht met de Franse marine in Hellevoetsluis.